# CHAGE&ASUKA HISTORY I 〜10 years after〜
『CHAGE&ASUKA HISTORY I 〜10 years after〜』（チャゲアンドアスカ ヒストリー ワン〜テン イヤーズ アフター〜）は、CHAGE&ASUKA（現：CHAGE and ASKA）のライブ・ビデオ（ドキュメンタリー+PV作品）。
1989年9月6日にVHSで、1990年3月7日にLDでポニーキャニオンから発売された。

## 背景
本作は、『CONCERT TOUR'89 ~10 years after~』の映像とインタビューを中心に10年を振り返るというもの。

## リリース
翌年には『CHAGE&ASUKA HISTORY II 〜PRIDE〜』という本作の続きが発売された。その作品も『CONCERT TOUR'89 ~10 years after~』の映像とインタビューを中心に10年を振り返るものだった。
その後、2009年に販売された『CHAGE and ASKA LIVE DVD BOX 2』には次回作『CHAGE&ASUKA HISTORY II 〜PRIDE〜』と共に1枚のディスクにまとめて収録された。

## 収録曲
1. WALK(PV)
作詞・作曲：飛鳥涼
ツアーのオープニングフィルムからこのPVに切り替わる。なお、ショートバージョンである。
2. モーニングムーン
作詞・作曲：飛鳥涼
3. あきらめのBlue Day
作詞：澤地隆　作曲：CHAGE
4. 流恋情歌
作詞・作曲：飛鳥涼
全曲との間にインタビューが挟まれる。なお、ここから「男と女」までポプコンなど79年、80年の映像がメドレー方式で流れる。
5. ひとり咲き
作詞・作曲：飛鳥涼
6. 万里の河
作詞・作曲：飛鳥涼
7. 男と女
作詞・作曲：飛鳥涼
8. ボヘミアン
作詞：飛鳥涼　作曲：井上大輔
9. LOVE SONG
作詞・作曲：飛鳥涼
10. ロマンシング　ヤード(PV)
作詞：秋谷銀四郎　作曲：CHAGE
11. TURNING POINT
作詞・作曲：飛鳥涼
12. 声を聞かせて
作詞・作曲：飛鳥涼
「ONE SIDE GAME」からの映像。
13. 恋人はワイン色
作詞・作曲：飛鳥涼
ここから「WALK」までノンストップのメドレー形式で流れていく。
14. MOON LIGHT BLUES
作詞・作曲：飛鳥涼
15. ラプソディ
作詞・作曲：飛鳥涼
16. Mr. ASIA
作詞・作曲：飛鳥涼
17. WALK
作詞・作曲：飛鳥涼
曲が終わると、ツアーのエンディングフィルムの一部（「WALK」のPVの後半、エンドクレジット）が流れる。